# 岡田隆 (外交官)

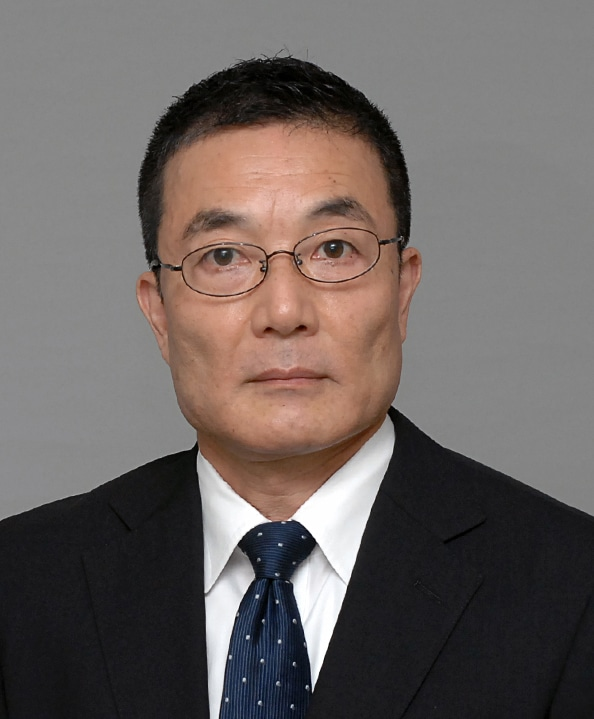
外務省より公開された肖像

岡田 隆（おかだ たかし、1960年5月4日 - ）は、日本の外交官。外務省総合外交政策局審議官、内閣官房内閣審議官、ジュネーブ国際機関日本政府代表部大使、サイバー政策担当大使（2015年）、在英国大使館公使を経て、2020年よりアフガニスタン駐箚特命全権大使を務めた。2023年にはフィンランド駐箚特命全権大使を拝命。

## 人物・経歴

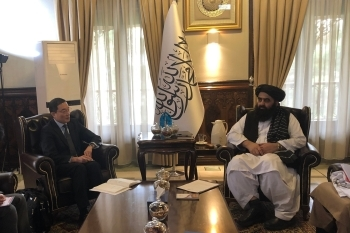
アミール・ハーン・ムッタキー（右）と会談する岡田（左）（2022年5月）

東京都出身。1984年東京大学教養学部卒業後キャリア外交官として外務省入省。イギリス留学、エジプト在勤、国際連合日本政府代表部在勤などを経て、1999年在南アフリカ共和国日本国大使館一等書記官。2001年在南アフリカ共和国日本国大使館参事官。同年外務省北米局北米第二課日米協力推進室長。2002年外務省総合外交政策局総務課企画官。2004年外務省総合外交政策局総務課外交政策調整官。2005年外務省大臣官房広報文化交流部総合計画課長。
2006年内閣官房内閣参事官（内閣官房副長官補付） 内閣官房拉致問題対策本部事務局政策企画室長。小泉政権時、中山参与の下、日本人拉致被害者帰国に尽力。2008年外務省欧州局政策課長。2009年在タイ日本国大使館公使。2012年在ジュネーブ国際機関日本政府代表部大使。2014年外務省大臣官房審議官（国会担当）。2015年外務省大臣官房審議官兼総合外交政策局（大使）、領事局。同年内閣官房内閣審議官（内閣情報調査室） 、内閣官房内閣情報調査室次長。2017年在英国日本国大使館特命全権公使。
2020年アフガニスタン駐箚特命全権大使。
2023年フィンランド駐箚特命全権大使。

## カーブル陥落後の対応
2021年8月、岡田大使は日本に出張中であった。(外務省への報告.協議)14日予定を早め首都カーブル（カブール）に向かう。乗継地イスタンブールにてアシュラフ・ガニー大統領逃亡、カーブル陥落、フライトはキャンセルとなる。在アフガニスタン日本大使館はカーブル陥落当日15日に閉鎖。在イスタンブール総領事館内に在アフガニスタン大使館臨時事務所を設置。17日に日本人大使館員12名が英国軍機でカーブル脱出。
8月20日、中東訪問中の茂木敏充外相と面会して指示を受ける。8月23日、岸信夫防衛大臣が邦人救出のため自衛隊派遣を命令（在アフガニスタン・イスラム共和国邦人等の輸送）。8月27日に自衛隊機による救出が遂行されたが、同機に搭乗できたのは邦人1名のみで現地人の大使館職員らが置き去りになった。
9月1日、在アフガニスタン日本国大使館臨時事務所をイスタンブールからターリバーン（タリバン）事務所のあるカタール・ドーハへ移転。 
11月24日、岡田大使が陥落以降初めてカーブル入りしてターリバーン幹部と会談し、日本がカーブルの大使館を再開する可能性を示唆した。
2022年5月15日から19日にかけて改めてカーブルを訪問し、アミール・ハーン・ムッタキー外務大臣代行やアブドル・カビール等のターリバーン幹部と会談したほか、ハーミド・カルザイ元大統領や国連アフガニスタン支援ミッション（UNAMA）関係者、女性支援団体等とも意見交換をした。
9月末、約1年1ヶ月ぶりにカーブルの大使館を再開した。

## 同期入省
- 有吉勝秀（23年コスタリカ大使・20年エルサルバドル大使）
- 礒正人（22年クロアチア大使・18年デュッセルドルフ総領事）
- 伊藤康一（24年ギリシャ大使・20年ニュージーランド大使）
- 伊藤直樹（24年ベトナム大使・19年バングラデシュ大使・17年シカゴ総領事）
- 今村朗（23年セルビア大使・20年ジョージア大使・23年セルビア大使）
- 岩井文男（20年サウジアラビア大使・15年イラク大使）
- 大森茂（17年セネガル大使・15年法務省名古屋入国管理局長）
- 岡庭健（24年アラブ首長国連邦大使・21年ケニア大使）
- 菊田豊（21年ネパール大使・18年ナイジェリア大使）
- 下川眞樹太（22年フランス、アンドラ大使・19年ベルギー大使・17年大臣官房長・16年国際文化交流審議官）
- 杉山明（24年ノルウェー大使・21年特命全権大使（国際テロ対策・組織犯罪対策協力担当）・18年スリランカ大使・17年儀典長・15年内閣審議官・13年山形県警察本部長）
- 鈴木哲（19年インド大使・17年総合外交政策局長・16年国際情報統括官）
- 竹若敬三（21年北極担当大使・19年ラオス大使）
- 千葉明（22年バチカン大使、19年ASEAN大使・16年ロサンゼルス総領事）
- 梨田和也（19年タイ大使・17年国際協力局長）
- 藤山美典（22年スイス兼リヒテンシュタイン大使）
- 藤原直（21年エディンバラ総領事）
- 正木靖（23年インドネシア大使・20年EU大使・17年欧州局長）
- 森下敬一郎（21年エクアドル大使・17年コロンビア大使）
- 山上信吾（20年オーストラリア大使・18年経済局長・17年国際情報統括官）
- 山田洋一郎（22年モルドバ大使・20年立命館アジア太平洋大学アジア太平洋学部教授（出向）・17年シアトル総領事）
- 山野内勘二（22年カナダ大使・18年ニューヨーク総領事・16年経済局長）